# Лепєй (поезія)
Лепєй, інакше лепюх (пол. Lepiej, пол. lepiuch) (досл. краще) — коротке, односкладне, часто безглузде, гротескне римування, зазвичай складається з двох віршів. Винахід цієї форми приписують Віславі Шимборській, а назву цьому жанру дав її секретар Міхал Русінек. Перший вірш лепєя зазвичай описує якусь дуже неприємну подію, тоді як другий стверджує, що це все одно краще, ніж щось (на перший погляд) нешкідливе.
Перший вірш починається прислівником «краще» або прикметником «кращий, краща», а другий вірш — сполучником «ніж». За замовчуванням кожен із двох віршів лепєя містить 8 складів.
Роберт Луїс Стівенсон — шотландський прозаїк, поет і мандрівник, головний представник неоромантизму в британській літературі, є автором такої сентенції:
Краще марнувати здоров'я, як марнотратник, ніж марнувати його, як скнара.
Лепєй як літературна форма, розвинувся для порівняння двох варіантів, не пов’язаних з їжею чи кулінарною пропозицією. Лепєй став формою словесної гри та сатирично-поетичної імпровізації.
У збірці фривольних творів Шимборської під назвою «Редактори» пол. Błysk rewolwru  запроваджують новий піджанр, який краще назвати лепєй готельний.